# Kasey Kahne

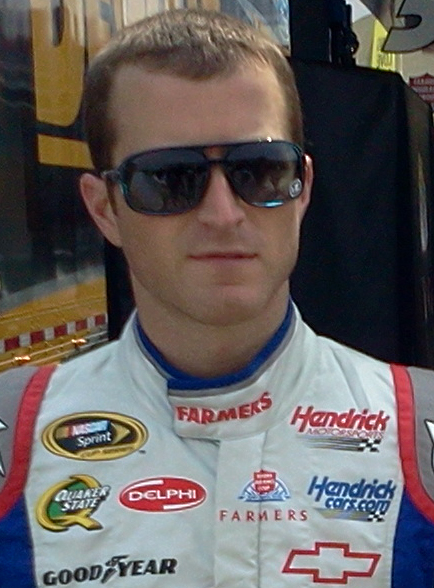
Kasey Kahne

Kasey Kahne Kenneth (10 de abril de 1980, Enumclaw, Washington) es un piloto de automovilismo de velocidad estadounidense. Compitió en la Copa NASCAR desde 2004 hasta 2018, en donde ha obtenido 18 victorias, destacándose las 600 Millas de Charlotte de 2006, 2008 y 2012, y las 400 Millas de Brickyard de 2017, así como 93 top 5 y 27 pole positions. 
Paso por los equipos Evernham desde (2004-2008), Richard Petty (2009-2010), Red Bull (2010-2011), Hendrick (2012-2017) y Leavine Family (2018). Sus mejores resultados de campeonato fueron cuarto en 2012, octavo en 2006 y décimo en 2009. 
Fuera de las pistas, Kahne está activo en obras de caridad y es miembro del Consejo Presidencial sobre Servicio y Participación Cívica.

## Carrera

### Inicios
Kahne comenzó su carrera como piloto de automóviles sprint en Deming Speedway a los 17 años en Deming, Washington, antes de trasladarse a Skagit Speedway en Alger, Washington, y luego se trasladó a USAC. En 2001, Kahne viajó a Pensilvania, donde ganó la carrera de apertura de temporada en Williams Grove Speedway. Kahne fue reclutado por Steve Lewis, que también tuvo antes como pilotos a Jeff Gordon, y Tony Stewart. En su primer año en el circuito, ganó el título de Novato del Año y ganó el campeonato nacional de midget. Kahne continuó participando en la USAC, así como en la serie Toyota Atlantic y el World of Outlaws.

### Carrera en la NASCAR
En 2002 debutó en la Busch Series, manejando el auto N° 90 para Yates Racing. Participó en 20 carreras, donde logró un top 10. Al año siguiente, cambió de equipo, se unía a Akins Motorsports, y paso a conducir el auto N.°38. En ese año se destacó, porque terminó séptimo en el campeonato, con una victoria, 4 top 5, y 14 top ten.
En 2004, Kahne se unió al equipo de Copa NASCAR, Evernham Motorsports, reemplazando a Bill Elliott en el Dodge número 9. Pero como Kahne aún tenía un contrato como piloto de Ford, la marca presentó una demanda en su contra para intentar evitar ese cambio. Ford finalmente recibió dinero de Kahne, lo que le permitió pilotar a Dodge. En la temporada sorprendió a muchos fanáticos de NASCAR ya que estuvo de ganar varias carreras, logró cinco veces terminar en el segundo lugar y 13 veces en el top 5. También ganó cuatro poles y ganó el Novato del Año en la final de la temporada.

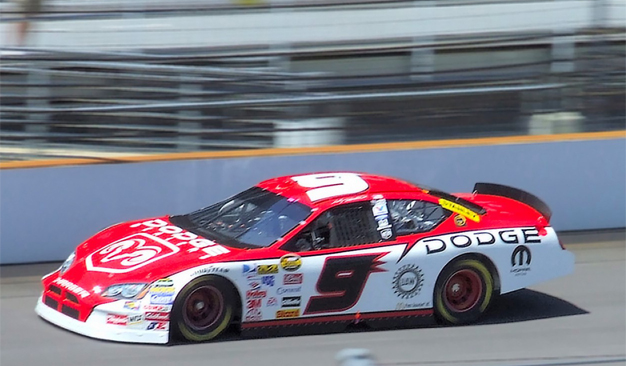
Kahne conduciendo el Dodge N°9 en 2007.

Kahne seguiría en el equipo hasta 2008, donde consiguió 8 victorias, y con un octavo lugar en el campeonato del 2006.
En 2009, Gillett Evernham Motorsports y Petty Enterprises se fusionan, llamándose Richard Petty Motorsports, no obstante, Kahne estuvo en ese equipo. En ese año logra 2 victorias, y se mete por segunda vez en el Caza por la Copa, donde termina décimo en el campeonato.
El año siguiente, Kahne siguió con Richard Petty Motorsports, pero se iría en octubre, para unirse al Red Bull Racing. Terminó en la posición número 20 del campeonato, sin ganar ninguna carrera, y logrando 7 top 5 y 10 top 10.
En 2011 siguió en Red Bull Racing, y ganó solo una carrera, en la penúltima carrera de la temporada, lo que significó la última victoria para el equipo, ya que a fin de año el equipo desapareció. Kahne logró mejorar un poco su rendimiento, con respecto a 2010, ya que en 2011 además de la victoria consiguió 8 top 5 y 15 top 10. Finalizó en el puesto número 14 en el campeonato.
En la temporada 2012 Kahne se unió al Hendrick Motorsports. A pesar de un mal inicio de temporada, Kahne se recuperó con dos victorias, y se metió en el Caza por la Copa. Terminó la temporada en la cuarta posición en el campeonato con dos victorias, cuatro poles, 12 top 5 y 19 top 10.
Continuando con Hendrick, el piloto consiguió dos victorias y 11 top 5 en 2013, por lo que ingresó a la Caza por la Copa y culminó 12.º. En 2014, Kahne obtuvo una victoria en Atlanta para así meterse en la Caza por la Copa; quedó eliminado en la segunda ronda de la Caza y resultó 15.º en el campeonato con 3 top 5 y 11 top 10.
Kahne quedó afuera de la Caza en 2015, y resultó 18.º en el campeonato con 3 top 5 y 10 top 10. En 2016, Kahne no clasificó a la Caza en 2016, y resultó 17.º con 3 top 5 y 13 top 10. Después de una racha de 108 carreras sin ganar, Kahne triunfó en las 400 Millas de Brickyard 2017, lo que permitió clasificar a los playoffs. Eliminado en primera ronda, resultó 15.º en el campeonato con 3 top 5.
En 2018 Kahne compitió con un Chevrolet del equipo Leavine Family. Obtuvo un cuarto lugar y 9 top 20. Al transcurrir el año, Kahne anunció que se iba a retirar de la categoría cuando finalizaba la temporada, pero por problemas de deshidratación a partir de la 26.ª fecha no pudo concluir su temporada y fue reemplazado por Regan Smith.
Desde que comenzó a competir regularmente en la Copa NASCAR en 2004, Kahne siguió compitiendo en la NASCAR Xfinity Series, pero nunca como piloto regular. Actualmente acumula 8 victorias, y 46 top 5. También participó de seis carreras por la Truck Series, donde obtuvo cinco victorias.